# Eniochobothrium qatarense
Eniochobothrium qatarense is een lintworm (Platyhelminthes; Cestoda). De worm is tweeslachtig. De soort leeft als parasiet in andere dieren.
Het geslacht Eniochobothrium, waarin de lintworm wordt geplaatst, wordt tot de familie Lecanicephalidea incertae sedis gerekend. De wetenschappelijke naam van de soort werd voor het eerst geldig gepubliceerd in 1994 door Al Kawari, Saoud & Wanas.